# 斗私批修
鬥私批修，是毛澤東在1967年在视察华北、中南和华东地区的文化大革命成绩时提出来的，强调集体主义对人民的优点而批判个人利益的追求。最早公开出現於1967年10月6日《人民日报》社论《“鬥私、批修”是无产阶级文化大革命的根本方针》。根據社論的說法，鬥私，即是用馬克思列寧主義、毛澤東思想和自己的「私心」作鬥爭。批修，是利用馬列主義、毛泽东思想去反對修正主義，去與中共內一小撮資本主義當權派作鬥爭。社论称斗私批修是“保证我国无产阶级文化大革命取得全面彻底胜利的根本方针”。11月6日的另一篇文章《沿着十月社会主义革命开辟的道路前进》说“无产阶级文化大革命在思想领域的根本纲领是斗私批修”。

## 社会反响
由於社論指「鬥私批修」是毛澤東向全國人民發出的號召，使中國大陸掀起了一場鬥私批修，清洗思想的准宗教熱潮。根据斗私批修理论，个人的私心杂念都是受到反动思想的影响，必须用毛泽东思想武装头脑，斗私批修，及时清理流毒。否则中国慢慢地将被修正主义或资本主义占领。“狠斗私字一闪念”一时之间成为流行口号。斗私批修理论甚至诞生了“毛主席语录操”。

## 影响
有研究者认为，毛泽东的“要斗私批修”号召，一定程度上抑制了当时“以我为核心”的派系武斗。让他们认识到自己想法中的私心，促使“工宣队”、“军宣队”两派联合。但是由于斗私批修这一理论过于理想化，存在对人性认识的缺陷，这一运动实际上将修正主义批判扩大到很多正确的事物，人民日常生活备受冲击，实际上成为了高压的思想清洗运动。